# R9 (motorväg, Belgien)
R9 är en motorväg som går som en ringled runt Charleroi i Belgien. Detta är den inre ringleden vid Charleroi. En yttre ringled finns också som heter R3.